# Flughafen Rainbow Lake

i7
i11
i13
Der Flughafen Rainbow Lake liegt nahe dem Alberta Highway 58, am südwestlichen Ortsrand der kanadischen Kleinstadt Rainbow Lake.

## Zeitzone
UTC-7 (DST-6)

## Beschreibung
Regionalflughafen in der kanadischen Provinz Alberta. Der Flugbetrieb ist rund um die Uhr ohne Einschränkungen möglich.

## Start- und Landebahn
Landebahn 09/27, Länge 1383 m, Breite 30 m, Asphalt.

## Am Flughafen
Flugbenzin: 100LL und Jet-B

## Flugverbindungen
Central Mountain Air (CMA)